# Entgrenzung der Arbeit
Entgrenzung der Arbeit beschreibt in der Arbeits-, Wirtschafts- und Industriesoziologie die zunehmende Auflösung von zeitlichen, räumlichen und sachlichen Strukturen der Erwerbsarbeit. Im engeren Sinne ist damit oft die Auflösung von Grenzen zwischen Erwerbsarbeit und Privatleben gemeint.
Die Entgrenzung wird auch im Zusammenhang mit dem Begriff Arbeitskraftunternehmer als Leittypus des globalen Kapitalismus diskutiert. Der Soziologe Gerd-Günter Voß geht davon aus, dass neue betriebliche Rationalisierungsstrategien verstärkt auf die Nutzung der Fähigkeit der Arbeitskräfte zur Eigenmotivierung und selbständigen Sinnsetzung abzielen und Entgrenzung damit auch bei der Motivation des Menschen zu beobachten ist. Ein entscheidender Aspekt bei der Entgrenzung von Arbeit ist die Flexibilisierung. Teilweise werden dabei die jeweiligen geltenden gesetzlichen Bestimmungen zum Beispiel hinsichtlich der Arbeitszeit missachtet.

## Begriffe
Grenzen bestehen in der Arbeitswelt durch teilweise gesetzliche Regelungen zur Arbeitszeit, aber auch durch gesellschaftlich und kulturell geprägtes Verständnis hinsichtlich Wohnung und Arbeitsplatz, Freizeit und Beruf. In der englischen Sprache werden die Begriffe Work-Life-Blending und Work–life interface verwendet. Meist wird das fließende Ineinander-Übergehen von Berufs- und Privatleben beschrieben. Die traditionelle Trennung dieser beiden Bereiche wird seit dem 19. Jahrhundert untersucht. Dabei wird ein unterschiedliches Rollenverständnis beobachtet, wobei die Familie immer als privat gilt. Der Begriff Work-Life-Balance steht dagegen für den Versuch, Arbeits- und Privatleben miteinander in Einklang zu bringen.
Das Wort Erwerbsarbeit ist dabei nicht als Synonym für Lohnarbeit in einem Abhängigkeitsverhältnis zu verstehen, sondern das Begriffsverständnis umfasst auch die selbständig Tätigen sowie mithelfende Familienangehörige. Bereits 2002 hieß es in einer Forschungsarbeit: „Die Zukunft der Arbeit scheint im Zeichen der Entgrenzung  zu  stehen.“

## Thematische Aspekte

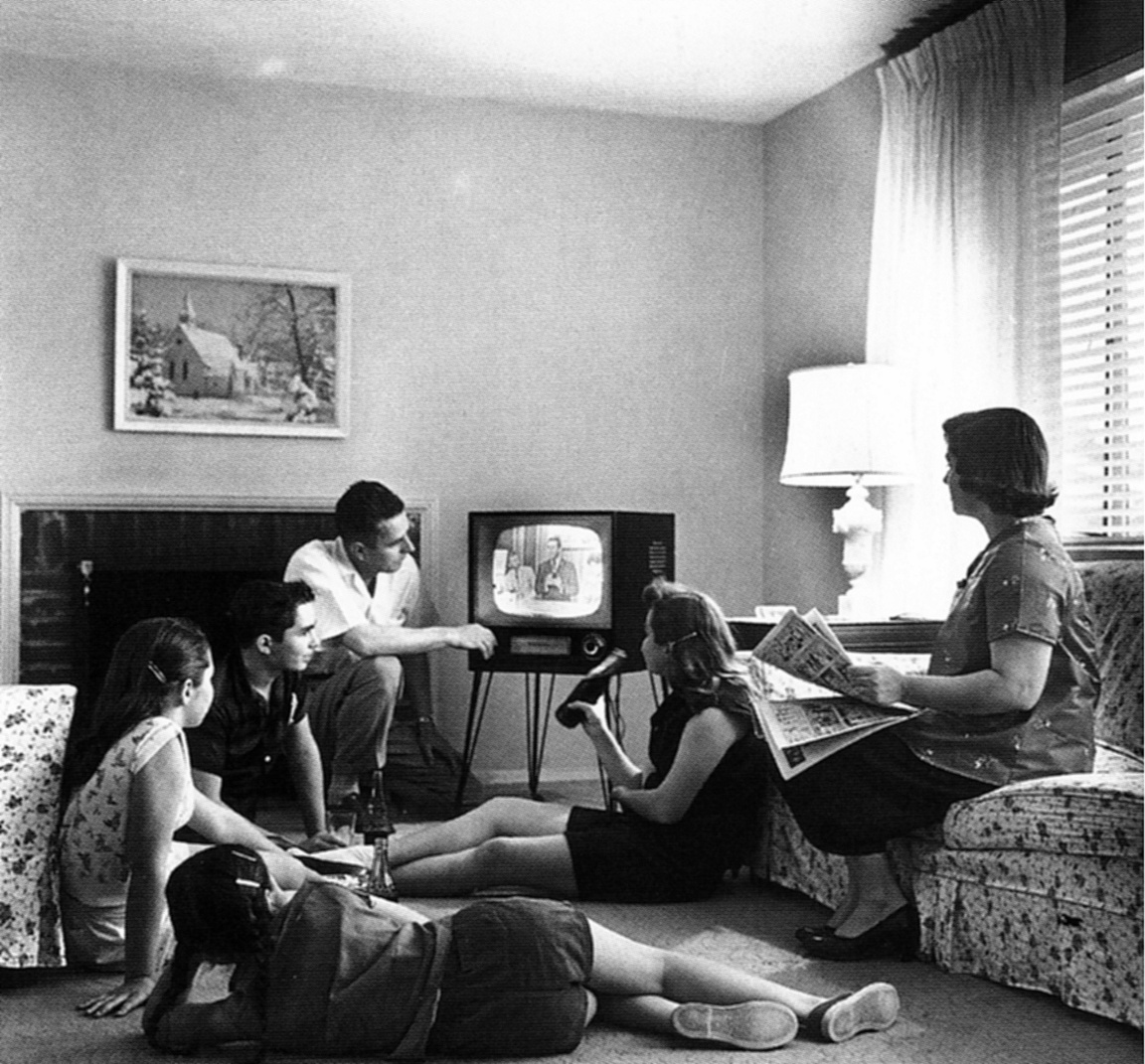
Der private Raum im 20. Jahrhundert: US-amerikanische Familie beim Fernsehen, um 1958

Entgrenzungsprozesse werden in der Regel als Wandel der Erwerbsarbeit in betrieblichen Organisationen untersucht. Referenzpunkt für den Wandel ist dabei meist ein Idealtypus des Normalarbeitsverhältnisses in industriellen Großbetrieben. Da sich die übliche Arbeitszeit eines Vollzeit-Erwerbstätigen von beispielsweise 40 Stunden je Woche in einigen Wirtschaftszweigen verändert hat und zum Beispiel in Deutschland seit 1995 nur noch 35 Stunden in der Druck-, Metall- und Elektroindustrie beträgt, ist bei allen Untersuchungen zu berücksichtigen, welche Datengrundlage verwendet wurde. Seit Mitte der 1990er Jahre ist die Wochenarbeitszeit in vielen Branchen – meist unter dem Stichwort „Rücknahme der Arbeitszeitverkürzung“ – wieder deutlich angestiegen. Ein traditionelles Untersuchungsthema ist die Teilzeitarbeit, welche bisher noch eine wesentliche Rolle bei der Flexibilisierung spielt.
Einige Wirtschaftszweige sind geprägt durch extensive oder atypische Arbeitszeiten und ein besonders hohes Maß an Flexibilität, mit der Erwerbstätige ihre Arbeitszeiten an die wechselnden Erfordernisse der Arbeit anpassen. Das Forschungsprojekt „Entgrenzte Arbeit – entgrenzte Familie“ des Deutschen Jugendinstituts und der TU Chemnitz zeigte auf, dass in den zwei untersuchten Branchen dieser Art – dem Einzelhandel und der Film- und Fernsehbranche – berufstätige Eltern einen „hohen, äußerst differenzierten und komplexen Bedarf an Kinderbetreuung“ haben. Durch die Ausweitung der Ladenöffnungszeiten infolge der Föderalismusreform hat sich in Deutschland seit 2006 eine neue Entwicklung ergeben, weil zum Beispiel Ladengeschäfte an Wochentagen bis 24 Uhr geöffnet haben.
Ein besonderer Themenkomplex ist die Schichtarbeit, die nach verschiedenen Studien als gesundheitlich belastend gilt. Schichtarbeit war in Deutschland um das Jahr 2000 bei 14 % der arbeitenden Männer zu finden. Zu berücksichtigen ist dabei zwar, dass es unterschiedliche Modelle gibt, aber sowohl in der Industrie als auch im Dienstleistungsbereich (z. B. Krankenhäuser) eine 40-Stunden-Woche zunächst auf fünf Tage verteilt wird, so dass sich ein Achtstundentag ergibt, der in einem 24-Stunden-Betrieb zu drei Schichten führt. Arbeit an Sonn- und Feiertagen sind eher die Ausnahme und unterliegen in Deutschland starken gesetzlichen Einschränkungen.
Bei der funktionalen Flexibilisierung wird einerseits eine breitere Qualifikation der Arbeitnehmer verlangt, andererseits kann in einigen Berufen auf die herkömmliche Spezialisierung verzichtet werden, so dass sich auch das jeweilige Berufsbild im Laufe der Zeit verändert.
Eine sehr weitgehende räumliche und zeitliche Entgrenzung und zugleich neuste Entwicklung ist der digitale Nomade – eine moderne Form des Wanderarbeiters. Solchen Trends versuchen einige Staaten mit gesetzlichen Bestimmungen entgegenzuwirken, da sich Auswirkungen auf das Steuerkommen ergeben können. Als ein neuer Trend in diesem Zusammenhang gilt das Co-Living, eine Mischung aus Wohngemeinschaft und Co-Working-Spaces, die zunächst in den 2000ern in Kalifornien entstand. Als Vorteil wird hervorgehoben, dass durch die geringen Ansprüche an die Wohnverhältnisse und durch kurze Wege Kosten, Energie und Zeit gespart würden und dass die Nähe beim Wohnen und Arbeiten Kontakte und gegenseitige Unterstützung erleichtere. Andererseits wird das Co-Living dahingehend kritisiert, dass es die Grenze zwischen Arbeit und Privatleben verschiebe, da die gewonnene Zeit angesichts der prekären Wohn- und Lebenssituation wiederum in Arbeit und Networking investiert werde.

## Hintergründe und Entstehung

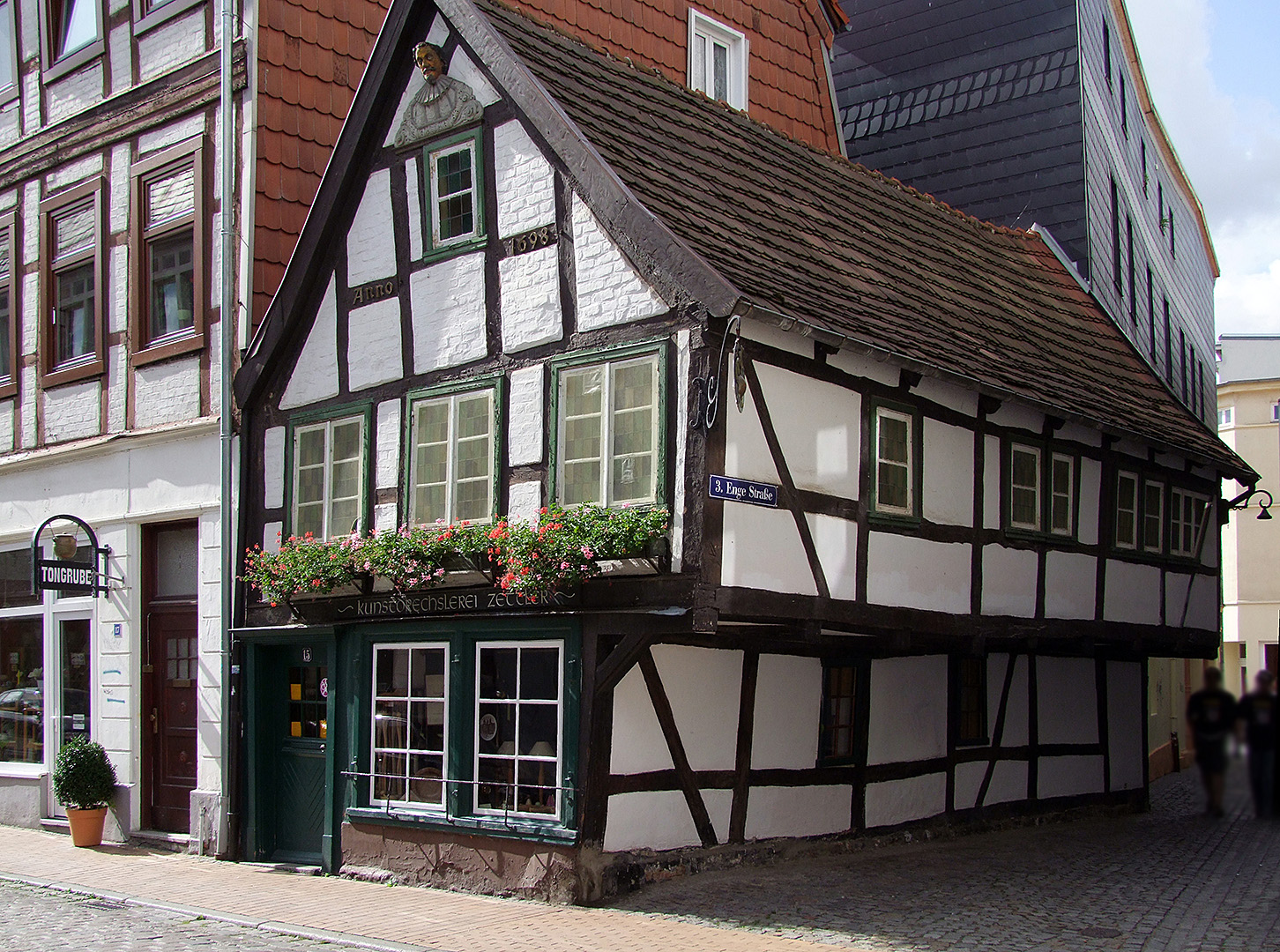
Leben und Arbeiten unter einem Dach, Handwerkerbude um 1700 in Schwerin

Die Siedlung Eisenheim im Ruhrgebiet gilt als eine der ältesten Arbeitersiedlungen in Deutschland.

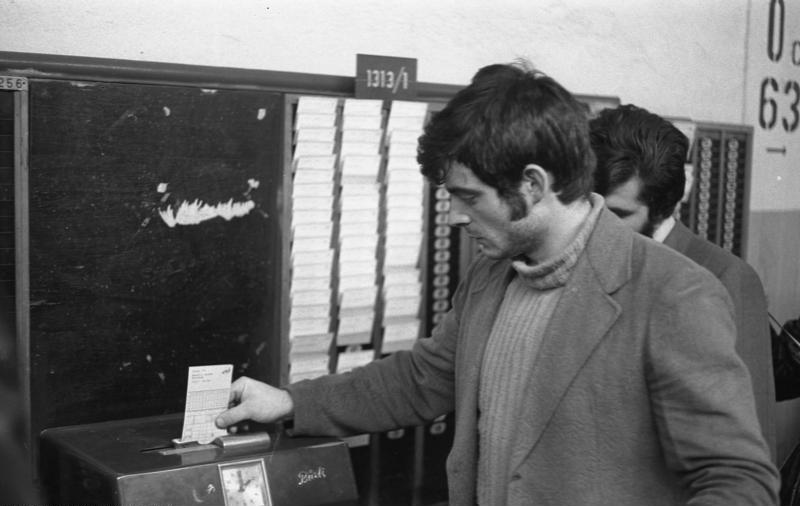
Erfassung der Arbeitszeit in einem Industriebetrieb der 1970er Jahre

Das fließende Ineinander-Übergehen von Berufs- und Privatleben ist kein neues Phänomen. Die heutige Vorstellung einer besonderen Privatsphäre entstand erst mit dem Aufkommen des Bürgertums in der Neuzeit. Der US-amerikanische Publizist Vance Packard beschrieb 1964 in seinem Buch The Naked Society, dass Arbeitgeber sich aus verschiedenen Gründen für das Privatleben ihrer Angestellten interessieren, und sah darin eine Einmischung in das Privatleben.
Andererseits werden Entgrenzungstendenzen in der Sozialorganisation von Arbeit durch betriebsinterne Umstrukturierungen und die Ausdünnung betrieblicher Steuerungsvorgaben ausgemacht. Daneben wird eine Entgrenzung der Betriebsorganisation im Sinne der Auflösung der Unternehmensgrenzen gegenüber dem Markt sowie die Entstehung neuer Betriebstypen und Organisationsformen als Analysedimension benannt. Dabei spielen die verschiedenen Formen des Outsourcing bis hin zur Scheinselbständigkeit eine zunehmende Rolle bei der Entgrenzung. Die Informations- und Kommunikationstechnologie und die Digitalisierung führen zu neuen Entwicklungen in der Entgrenzung und Flexibilisierung der Arbeit. Laut einer Studie der Warwick Business School aus dem Jahr 2009 hatte jedoch weniger als die Hälfte der befragten CIOs versucht, die Wirtschaftlichkeit von IT-Outsourcing zu quantifizieren.

### Räumliche Aspekte
Der Lehrling früherer Zeiten wanderte durch mehrere Länder, um verschiedene Handwerkstechniken zu erlernen, und wohnte jeweils in der Familie seines Meisters. Seit Beginn der Industrialisierung im 18. Jahrhundert entstanden neuartige Strukturen der Wohnung: Werkswohnungen bis hin zu Arbeitersiedlungen.
Die wirtschaftliche Expansion zum Beispiel im Ruhrgebiet machte die Anwerbung neuer Arbeitskräfte erforderlich, die Bevölkerung stieg teilweise explosionsartig. Der jeweilige Arbeitgeber bestimmte dabei weitgehend über die Form und Ausgestaltung der Wohnung, die nach heutigem Verständnis zur Privatsphäre gehört. Dies hatte einen beträchtlichen Einfluss auf das Umfeld und die Lebensgewohnheiten der Arbeiterschaft, vor allem durch die Standardisierung der Gebäude, und brachte die Bewohner in immer stärkere Abhängigkeit. Die räumliche Trennung von Arbeitsplatz und Wohnung hat sich seitdem weiter entwickelt und fand durch die Charta von Athen (CIAM) 1933 ihren formalen Höhepunkt. Im Städtebau entstanden Wohnsiedlungen getrennt von Gewerbegebieten, die Wege zur Arbeit wurden wesentlich länger. Durch die massenweise Verbreitung von Mietwohnungen hält diese Entwicklung bis heute an. Erst durch die Idee von einer „Stadt der kurzen Wege“ zeichnet sich eine Trendwende ab. Beschäftigte ziehen vielfach an den Ort ihrer Arbeit und sind bei einer Verlagerung des Betriebes auch oft zum Umzug gezwungen.
Die Einführung von Melderegistern zwang die Menschen zu einer gewissen Sesshaftigkeit und setzte damit weitere räumliche Grenzen. In der Zeit des Nationalsozialismus erfuhr der Einfluss auf die Lebensgewohnheiten einen nochmaligen politischen Schub durch eine Weiterentwicklung der Meldepflicht und den Blockwart.
Die heutige, teilweise sehr individuelle Vorstellung von der eigenen Wohnung entstand erst in der Neuzeit. Zunächst verbreitete sich seit dem Mittelalter die Form des Ackerbürgerhauses, bei dem Vorratshaltung, Arbeit und Leben in einer räumlichen Einheit zu finden waren. Eine Trennung der Begriffe Arbeitgeber und Arbeitnehmer fand noch nicht statt. Es gab jedoch schon im 16. Jahrhundert den Begriff „arbeytsherren“. Ein neues Verständnis der Begriffe entstand mit dem Klassenbewusstsein, das vorübergehend das Gefühl der Individualität auflöste und zugleich neue Grenzen zwischen Arbeiterklasse und den Eigentümern der Produktionsmittel zog. Eine extreme Vorstellung war dabei das Proletariat nach Marx, das angeblich frei über seine Arbeitskraft verfügt, aber tatsächlich den Gesetzen des Arbeitsmarktes unterworfen ist.

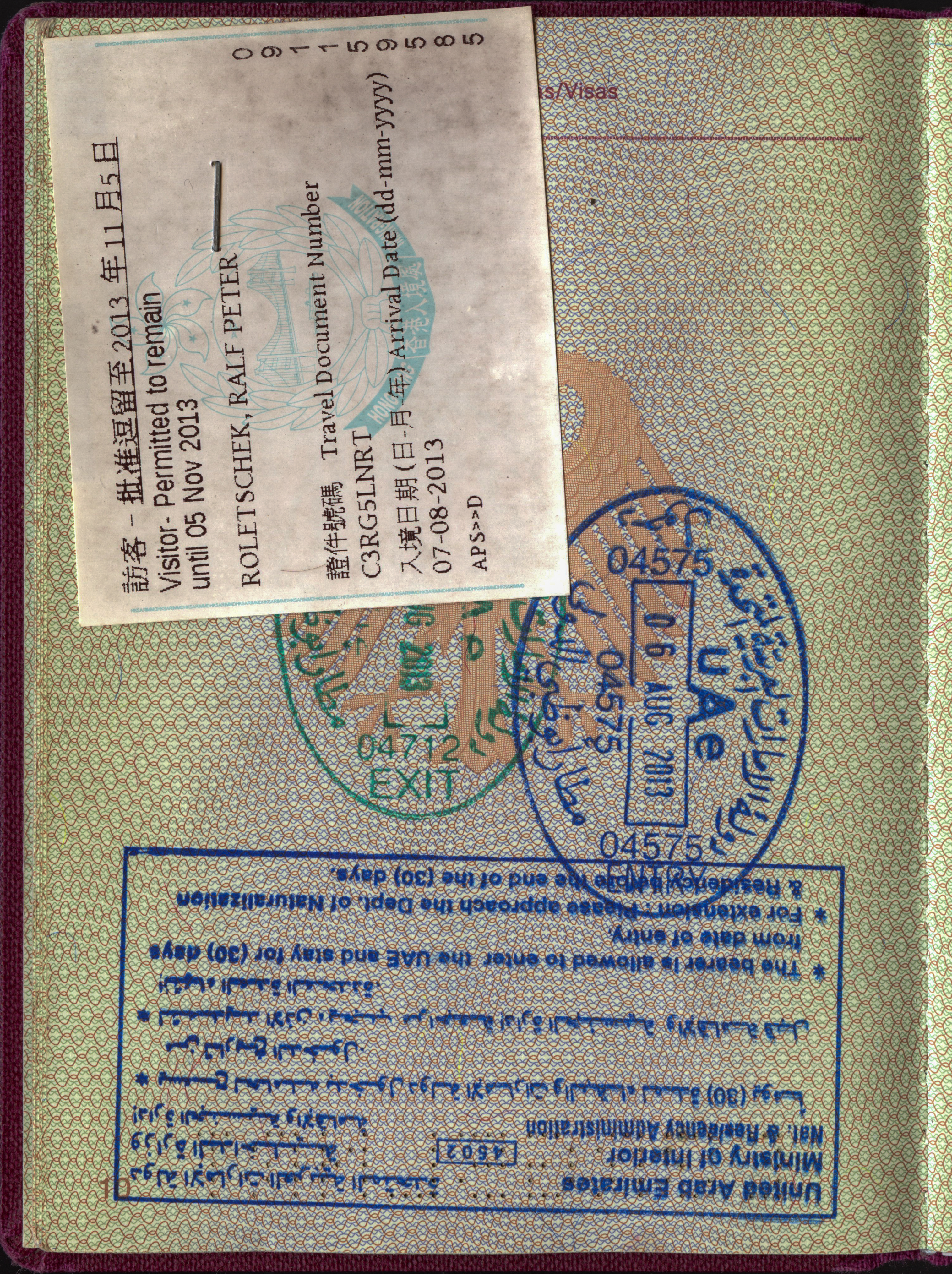
Reisepass und Visum sind ein wichtiger Schritt für die internationale Mobilität.

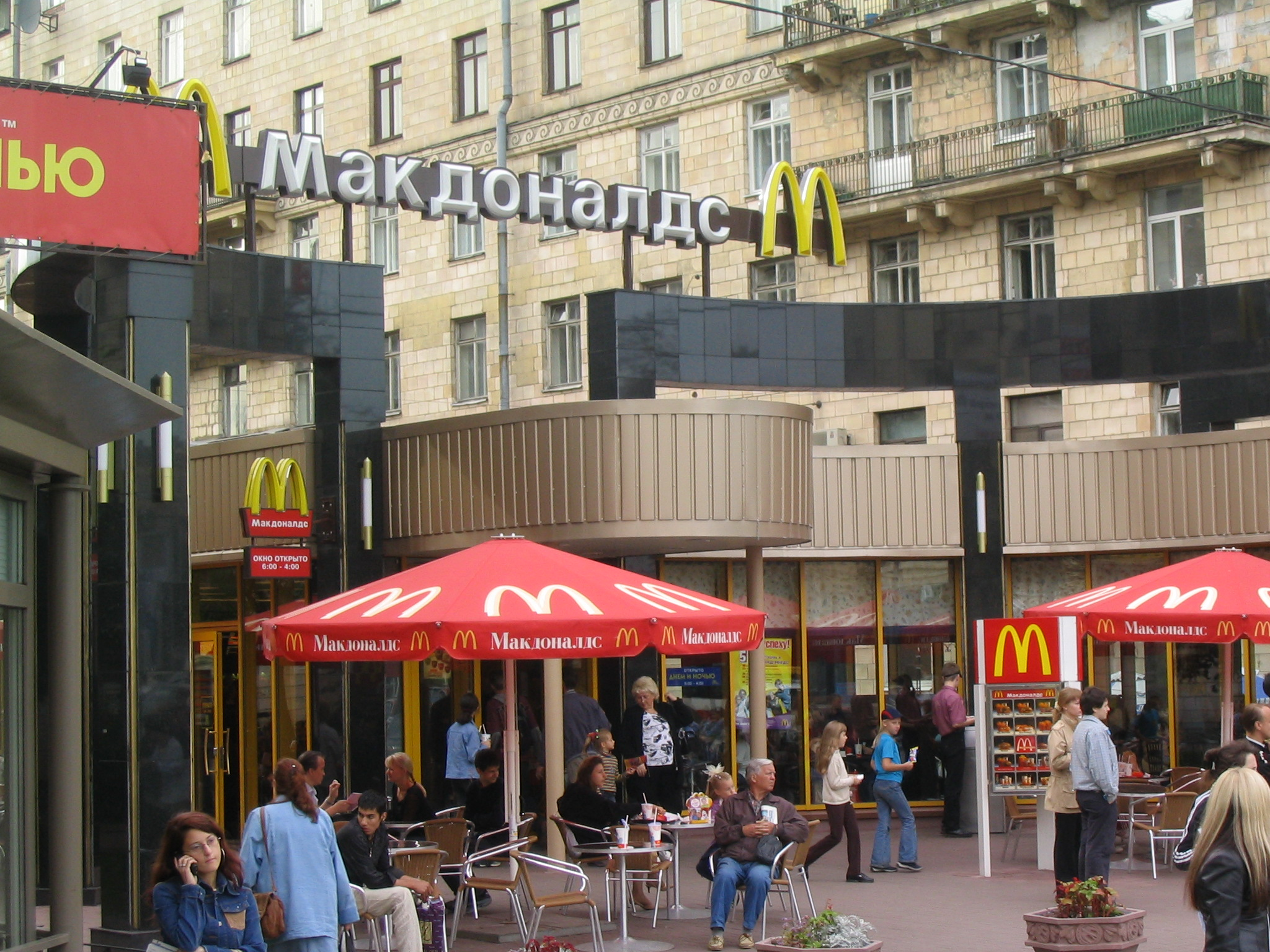
Unternehmen wie McDonald’s sind zum Sinnbild der weltweiten Flexibilisierung geworden.

Das Recht auf Mobilität wird oft als Grund- bzw. Menschenrecht gesehen. Damit sind auch das Recht auf freie Berufsausübung und die freie Wahl des Wohn- und Aufenthaltsortes verbunden. Diese Freiheitsrechte sind eine Errungenschaft moderner Industriegesellschaften. Die Freizügigkeit, die in Deutschland durch Art. 11 GG als Grundrecht garantiert ist, gibt es jedoch in dieser Ausprägung nicht in allen Staaten der Erde. Artikel 13 der Allgemeinen Erklärung der Menschenrechte gibt jedem Menschen das Recht, sich innerhalb eines Staates frei zu bewegen und seinen Aufenthaltsort frei zu wählen sowie jedes Land, einschließlich seines eigenen, zu verlassen und in sein Land zurückzukehren. In der Europäischen Union ist die Personenfreizügigkeit seit 1993 als eine der vier Grundfreiheiten. International ist die räumliche Mobilität durch die Einführung von Reisepass und Visum geregelt.

### Zeitliche Aspekte
Das Zeitempfinden des Menschen ist subjektiv. In der Menschheitsgeschichte setzten Sonnenaufgang und Sonnenuntergang die natürlichen Grenzen für die meisten Tätigkeiten. Die Italienische Stundenzählung war bis ins 18. Jahrhunderts hinein üblich und gewährte eine ausreichende Nachtruhe, da mindestens die ersten 8 Stunden nach Sonnenuntergang berücksichtigt wurden. Durch die Entwicklung präziser Uhren wurde eine feinere zeitliche Einteilung des Tages möglich. Ab Mitte des 19. Jahrhunderts entstand die Massenproduktion von Uhren. Durch elektrische Beleuchtung wurde es möglich, auch Tätigkeiten, die bisher nur unter Tageslicht durchgeführt werden konnten, zu anderen Zeiten ausführen zu lassen. Das elektrische Licht war hierfür ein entscheidendes Element, das nach Beate Binder zu einem gesellschaftlichen Transformationsprozess führte.
Für Betriebe kann Entgrenzung der Arbeit das Ergebnis eines betrieblichen Rationalisierungsprozess darstellen, mit dem Ziel eines erweiterten Zugriffs auf die zeitliche Verfügbarkeit der Beschäftigten. Die Erfindung der Stempeluhr in der zweiten Hälfte des 19. Jahrhunderts war ein Zeichen zunehmender Kontrolle und zugleich starrer Regelungen der Arbeitszeit. Gesetzliche Rahmenbedingungen wie zum Beispiel Ladenöffnungszeiten haben unmittelbare Auswirkungen auf die Beschäftigten und die Arbeitszeitorganisation. Die allgemeine Wirtschaftslage kann sich auf Entgrenzungstendenzen auswirken.
Durch die Industrialisierung entstand zunächst das Bestreben, die Betriebszeit möglichst rund um die Uhr auszudehnen. Dies führte zu fast unbegrenzten Arbeitstagen von 16 Stunden und mehr. Im 20. Jahrhundert kam es auch auf gewerkschaftlichen Druck hin zu einer stetigen Begrenzung der Wochenarbeitszeit. Ab den 1950er Jahren wurde in Deutschland die Fünf-Tage-Woche schrittweise realisiert. Änderungen der Arbeitszeit wirken sich unmittelbar auf die Arbeitskapazität und damit auf die gesamte Kapazität eines Unternehmens aus. Teilzeit und Kurzarbeit sind die herkömmlichen Maßnahmen der zeitlichen Flexibilisierung. In Deutschland arbeiteten 2002 bei 32,5 Mio. abhängig Beschäftigten rund 6,9 Mio. in Teilzeit. Das waren 21 %. Dabei waren 86 % aller Teilzeitbeschäftigten die Frauen.
Andererseits wird eine „softwaregestützte Arbeitszeitgestaltung“ aus Sicht des Arbeitsschutzes und der Arbeitsmedizin auch positiv gesehen. Die Einführung flexibler Arbeitszeitmodelle senkt die Zahl von Überstunden und kann somit Personalkosten sparen. Zugleich entstehen durch die technische Entwicklung neue Formen der Arbeit: „Digitalisierung erlaubt inzwischen mobiles, nahezu unbegrenztes Arbeiten, also auch daheim oder von unterwegs.“ Eine mobile Arbeitszeiterfassung ermöglicht weitgehende Flexibilisierung unabhängig vom Standort des jeweiligen Betriebes. Global agierende Unternehmen und die verschiedenen Formen des Outsourcing lassen die räumlichen und zeitlichen Grenzen immer mehr verschwimmen. Auch im Alltag verwischen sich die Grenzen, beispielsweise zwischen der eigentlichen Arbeitszeit und den Ruhepausen. Letztere werden oft verkürzt, obwohl es zum Beispiel in Deutschland klare Regelungen im Arbeitszeitgesetz gibt. Ebenso wird die vorgeschriebene Arbeitszeit oft nicht eingehalten, Überstunden werden verlangt und teilweise nicht vergütet. Gegen das Arbeitszeitgesetz wird am häufigsten verstoßen – von Geschwindigkeitsüberschreitungen im Straßenverkehr einmal abgesehen. Der Konflikt mit diesem Gesetz kann weitreichende Folgen haben.

### Sachliche Aspekte
Bis in die 1970er Jahre bestand in den Industrieländern noch die überwiegende Auffassung, dass der einmal erlernte Beruf ein Auskommen für das gesamte Leben bedeutet, auch angesichts der fortschreitenden Spezialisierung. Doch schon seit der Industrialisierung kommt es zu einem fortschreitenden Aussterben traditioneller Berufe, und neue Tätigkeitsfelder entwickeln sich. Dieter Balkhausen führte in seinem Buch Die Dritte Industrielle Revolution 1978 aus, bis Ende der 1980er Jahre würden sich 50 Prozent der Arbeitsplätze in Deutschland durch die Mikroelektronik verändern. Es entstand das Konzept des lebenslangen Lernens. Zugleich führt die Spezialisierung nicht – wie teilweise angenommen wurde – zum Verlust einer ganzheitlichen Betrachtungsweise. Der Industriesoziologie Otfried Mickler untersuchte verschiedene neue Arbeitsformen, die sich aus der notwendigen Zusammenarbeit von Fachkräften in der Fertigung ergaben. Eine besondere Herausforderung stellt nicht nur die Spezialisierung dar – auch das Auseinanderklaffen von Theorie (der Studienabsolventen) und der Praxis (der ausgebildeten Fachkräfte) ist seit den 1990er Jahren eine Herausforderung für die Personalentwicklung. Daraus entwickelte sich ein Trend zur Teambildung und Kooperation, der sich bis heute fortsetzt. Dabei kann sich der Einzelne nicht mehr darauf verlassen, ausschließlich Tätigkeiten auszuführen, die seinem ursprünglichen Berufsbild entsprechen. Viele Menschen sind heute auch nicht mehr in dem Fachgebiet tätig, dass sie studiert haben. Es kommt außerdem zur Auflösung traditioneller Hierarchien.

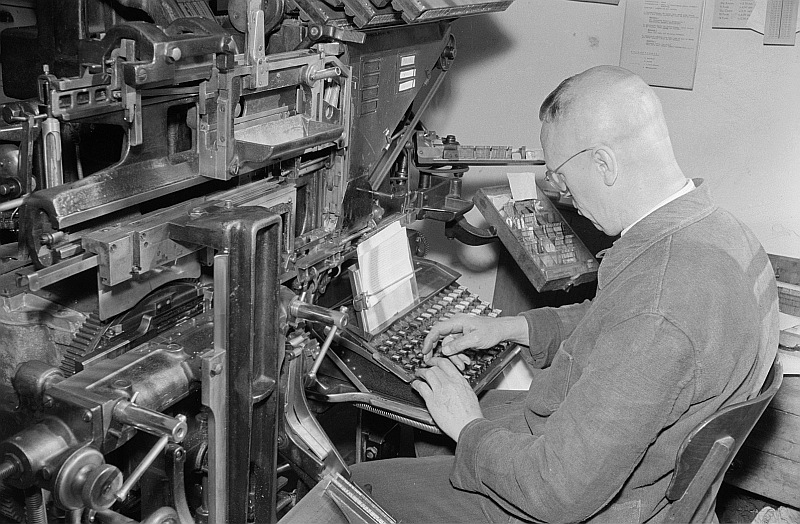
Der Beruf des Schriftsetzers – hier ein Maschinensetzer – ist praktisch ausgestorben.

Die Entwicklung der elektronischen Textverarbeitung seit Beginn der 1970er Jahre zeigt, wie sich Berufsbilder verändern. Teilweise wird immer wieder versucht, von gewerkschaftlicher Seite solche Entwicklungen zu bremsen und für die betroffenen Beschäftigten die Folgen zu mildern. So beschloss der dänische Journalistenverband 1975 eine „Abgrenzungsklausel“ mit dem Ziel, die Unterschiede zwischen den herkömmlichen Berufen Redakteur und Schriftsetzer noch möglichst lange aufrechtzuerhalten, um möglichen Entlassungen durch Rationalisierung, die als Folge der Einführung einer elektronischen Redaktion absehbar waren, entgegenwirken zu können. Diesem Beispiel schlossen sich Arbeitnehmer-Organisationen in anderen Ländern – in Deutschland 1977 – an, wenn auch mit unterschiedlichen Ergebnissen.

## Folgen

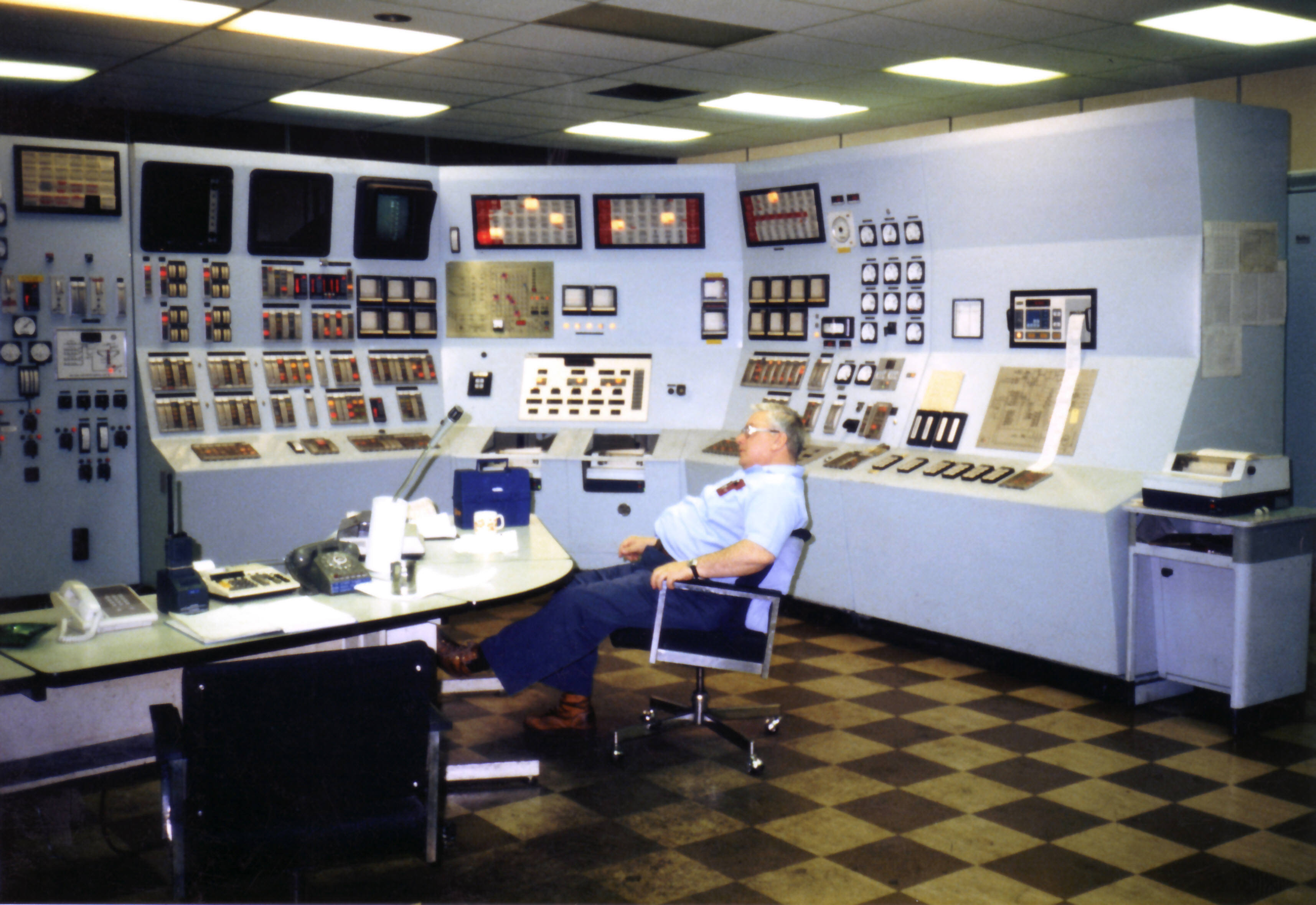
Die moderne Arbeitswelt lässt nur wenige Möglichkeiten zur persönlichen Gestaltung zu.

Die Entgrenzung ist auch ein treibender Faktor für die zunehmende Mobilität in der Gesellschaft, wie dies zum Beispiel in der Studie Mobilität in Deutschland untersucht wird. Außerdem findet ein Urbanisierungsprozess in Staaten mit expandierenden Industrien statt; der Anteil der Bevölkerung, die in der Landwirtschaft tätig sind, sinkt. Um 1900 erzeugte ein Landwirt im deutschen Kaiserreich Nahrungsmittel für 4 weitere Personen; im Vergleich dazu ernährte er 1950 in der Bundesrepublik Deutschland 10 Personen. Anfang des 21. Jahrhunderts (2004) waren es bereits 143.
Bei den Themen Umweltschutz, Arbeitsschutz, Mindestlohn und Sozialsystem werden die Folgen teilweise sehr kritisch gesehen. Beispiele sind die Arbeitsmigration von Arbeitskräften von Niedriglohnländern in Hochlohnländer und das Lohndumping. Nach den Angaben im vierten Armuts- und Reichtumsbericht der Bundesregierung (2013) ist der Anteil der Beschäftigten mit niedrigen Löhnen in Deutschland in den Jahren 1995 bis 2010 von 17,7 Prozent auf 23,1 Prozent gestiegen. Nach Einschätzung der Internationalen Arbeitsorganisation (IAO) sind Deutschland, Polen und die Vereinigten Staaten die Industriestaaten mit der stärksten Zunahme der Lohnungleichheit. In der Sendung „Leitkultur in den USA“ des Deutschlandradio wurde geschildert, dass die dortigen Einwanderer einem unheimlich großen Druck ausgesetzt sind, ihre Lebensgewohnheiten und damit auch ihre Kultur aufzugeben.
Weltweit ist eine zunehmende Arbeitsmigration zu beobachten. Die Internationale Organisation für Migration erwartet bis zum Jahre 2050 einen jährlichen Zuwachs der Wanderarbeiter um 2,3 Millionen, die weltweite Anzahl wurde 2008 auf rund 200 Millionen geschätzt.
Die Grenzen zwischen Privatleben und Arbeitswelt, zwischen Freizeit und Arbeitszeit vermischen sich. Soziologen sehen die Folgen insgesamt kritisch: „Mehr als 40 Prozent der arbeitenden Bevölkerung empfindet die Vermischung als so weit vorangeschritten, dass sie keine Grenze mehr ausmachen kann. Das Phänomen der verschwimmenden Grenzen ruft in der Bevölkerung ganz unterschiedliche Reaktionen hervor. Die Wenigsten sehen dies negativ, die breite Masse ist sich nicht schlüssig, was sie davon halten soll.“ In diesem Zusammenhang fallen auch Begriffe wie Crowdworking und Coworking als Begriffe für neue Arbeitsformen, wobei teilweise ein höheres Einkommen als Motivation angeführt wird.

### Soziale Probleme
Die Folgen für den Arbeitsmarkt sind schwer kalkulierbar, da viele Faktoren zusammenwirken. Die zunehmende Erwerbstätigkeit von Frauen spielt hier ebenso eine Rolle wie die Automatisierung und die Frage der Standardisierung, welche als Gegenpol zur Flexibilisierung gesehen wird. Der sich abzeichnende Systemwandel wurde bis in die 1980er Jahre noch nicht erkannt. Siegfried Weischenberg beklagte bereits 1978 bei diesen Thema eine Distanz der Sozialwissenschaft gegenüber der Gesellschaft. Erste systematische Untersuchungen stammen von dem US-amerikanischen Ökonomen Jeremy Rifkin, der insgesamt eine Reduzierung der arbeitenden Menschen in der Industrieproduktion erwartete. Sein Buch Das Ende der Arbeit wurde ein weltweiter Bestseller.
Die Publizistin Simone Janson sieht in einer Vermischung von Arbeit und Privatleben einige Gefahren. Es komme „zu Unsicherheiten auf beiden Seiten und ständigen Grenzüberschreitungen“. Auch könne „der private Umgang mit gleichgestellten Kollegen“ zu Problemen führen. Der zweite Gleichstellungsbericht der Bundesregierung warnt vor den Gefahren, die in einer Überforderung und Überlastung mit mobiler Arbeit verbunden sein können. Ein langes Wochenende (Samstag und Sonntag) im Kreise der Familie ist heute für viele Beschäftigte in Deutschland immer weniger möglich. Gut 45 Prozent von ihnen arbeiteten 2008 zumindest gelegentlich wie an anderen Werktagen.
Für bestimmte Gruppen, beispielsweise für berufstätige Eltern, kann die Entgrenzung eine Chance für bessere Vereinbarkeit von Familie und Beruf bieten, weil durch Heimarbeit (oft Home-Office genannt) eine selbstbestimmte Flexibilität möglich ist. Kritisch wurde 2008 hervorgehoben, dass sich durch eine zunehmend räumlich und zeitlich entgrenzte Erwerbsarbeit ein hohes Belastungspotenzial für Familien ergab. Vielfach sehen sich Männer und Frauen genötigt, den Anforderungen der Erwerbstätigkeit Vorrang über alle anderen Lebensbereiche zu geben, sowohl vor dem familiären als auch vor dem sozialen Engagement. Die Hyperinklusion stellt dabei eine extreme Form der Entgrenzung für bestimmte Berufsgruppen dar. Im Jahr 2010 gab es in Deutschland – je nach Berechnung – etwa 5,5 Millionen Heimarbeiter, doch hat ihre Zahl seit 2008 abgenommen und lag 2012 nur noch auf dem Niveau von 1992.

### Rechtliche Probleme
Für Arbeitnehmer ergeben sich besondere Probleme: „Die Anpassung der gesetzlichen Regelungen hängen oft hinterher und die Rechtslage der Arbeitenden ist nicht immer geklärt.“
Es kann in Deutschland und vielen anderen Ländern zu Konflikten mit dem jeweils geltenden Arbeits- und Sozialrecht, insbesondere zu einem hohen Rechtsrisiko kommen. In Österreich wird Scheinselbständigkeit unterstellt, wenn jemand als selbstständig tätiger Unternehmer auftritt, obwohl er eine Arbeit verrichtet, die der eines abhängig beschäftigten Arbeitnehmers gleichkommt.
Bei Selbständigen wird davon ausgegangen, dass die Arbeitszeit frei gewählt wird, doch findet auch hier ein ständiger Anpassungsprozess an den Markt statt, wobei es im Einzelfall zu Konflikten kommen kann.

### Umwelt und Gesundheit
Beim Umweltschutz wird kritisiert, dass durch das sogenannte Urbane Gebiet, das erstmals in der Stadtplanung Arbeitsplatz und Wohnung wieder zusammenführen soll, die bisherigen Schutzgrenzen in Deutschland, die zum Beispiel für die Nachtruhe gelten, nurmehr schwerer eingehalten würden.
Die gesundheitlichen Folgen von Überstunden wurden wissenschaftlich untersucht. Eine Langzeitstudie aus Großbritannien zeigte bei regelmäßig drei bis vier Überstunden pro Tag ein um 60 Prozent erhöhtes Risiko für Herzerkrankungen.

### Wandel von Berufsbildern

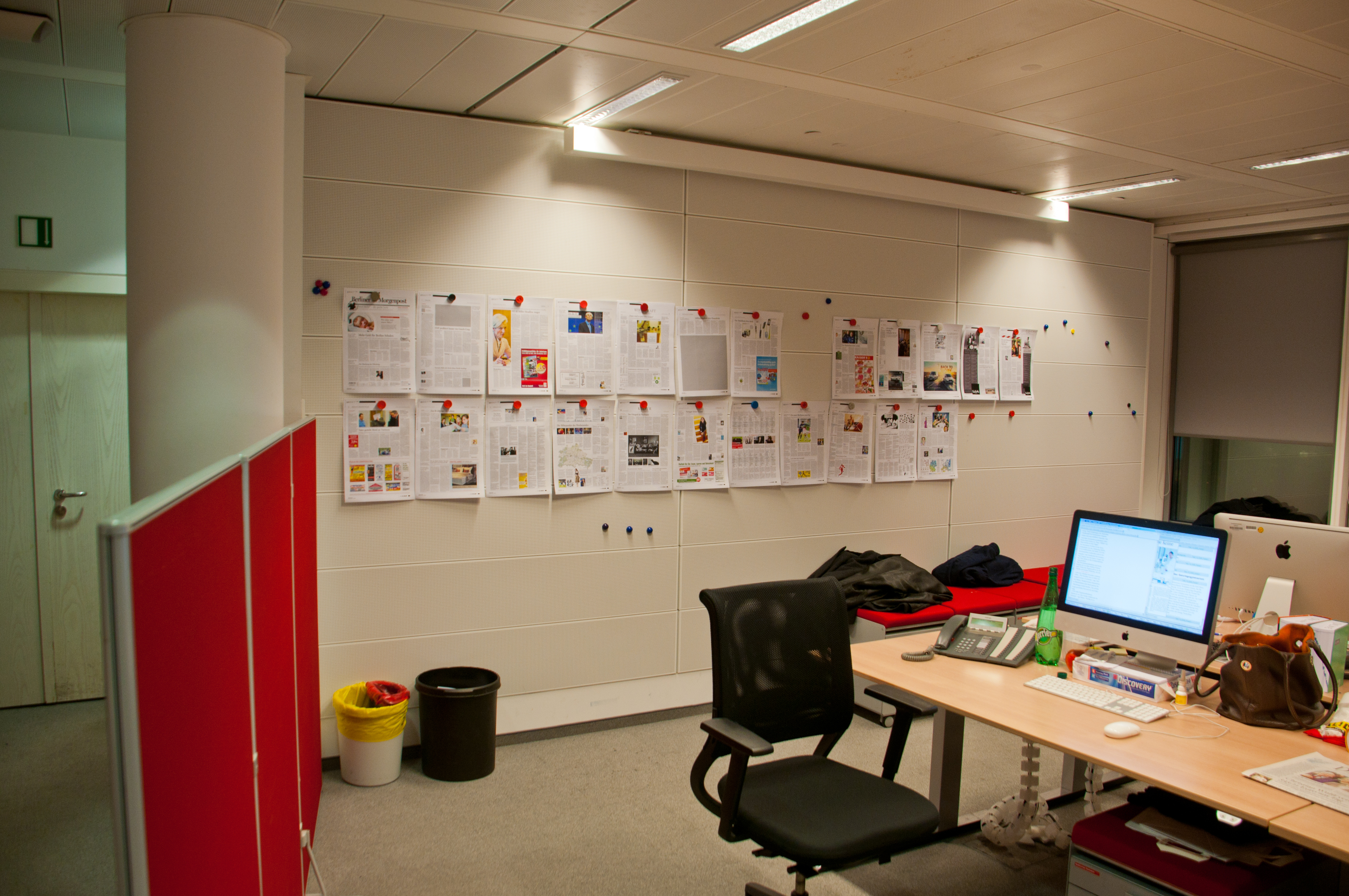
Schreiben und Layout ist heute an einem Arbeitsplatz möglich.

Die Entwicklung in den Zeitungsredaktionen seit den 1970er Jahren ist ein anschauliches Beispiel, wie sich zunächst die Grenzen zwischen herkömmlichen Arbeitsfeldern auflösen. Schließlich verschwinden traditionelle Berufsbilder und neue Arbeitsformen entstehen. Die Aufeinanderfolge der einzelnen Tätigkeiten, die einst von vielen verschiedenen qualifizierten Personen ausgeführt wurde, nämlich vom Schreiben des Manuskripts über das Setzen der Buchstaben, Korrekturlesen, die Layouterstellung bis zur Revision vor dem Druck, ist durch den Einsatz eines Computers mit entsprechenden Programmen heutzutage von ein und demselben Arbeitsplatz aus möglich. Eine Soziologie der Technik ist erst als Folge der technischen Entwicklung entstanden. Seit den 1990er entstanden durch die intensive Beschäftigung mit dem Computer und mit computervermittelter Kommunikation neue Forschungsschwerpunkte, die schließlich zur Etablierung eines eigenen sozialwissenschaftlichen Fachgebiets zu dem Thema führten.